# Pomphorhynchus perforator
Pomphorhynchus perforator är en hakmaskart som först beskrevs av Otto Friedrich Bernhard von Linstow 1908.  Pomphorhynchus perforator ingår i släktet Pomphorhynchus och familjen Pomphorhynchidae. Inga underarter finns listade i Catalogue of Life.